# موانع الرضاعة الطبيعية

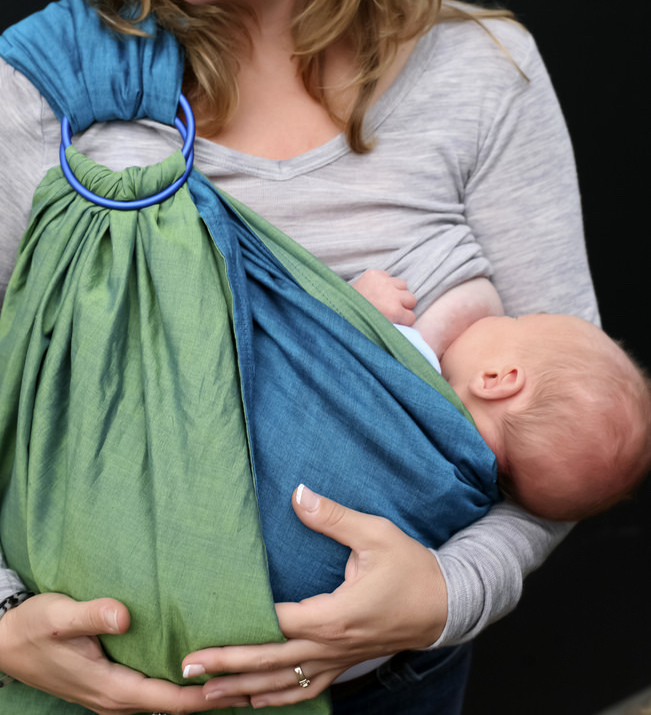

موانع الرضاعة الطبيعية (بالإنجليزية: Breastfeeding contraindications)‏ هي تلك الحالات التي يمكن أن تضر بصحة الرضيع إذا تمت الرضاعة. فعلى سبيل المثال: انتشار الجالاكتوز في الدم ويحدث ذلك إذا كانت الأم مصابة بفيروس نقص المناعة البشرية أو تناولت الأدوية المضادة للفيروسات، أو إذا أصيبت بالسل النشط غير المعالج، النوع الأول والثاني من الخلايا اللمفاوية (فيروس بشري) ، استخدام العقاقير غير المشروعة، أو الخضوع للعلاج الكيميائي أو العلاج بالإشعاع.
موانع الرضاعة الطبيعية هي عملية إرضاع الطفل بينما يكون لدى الأم ظروف مثل الإدمان أو المرض. ويحتوي حليب الثدي على العديد من العناصر الغذائية التي لا يحتويها اللبن الصناعي مما يجعل الرضاعة الطبيعية وسيلة صحية ومثالية لإطعام الرضيع. ويمكن أن توجد موانع الرضاعة الطبيعية إذا كانت الأم مريضة ولا تأخذ الدواء أو تطلب المشورة الطبية والتي يمكن أن ينتج عنها إلحاق الضرر بكل من الرضيع وحتى الأم. لذا من الضروري استكشاف العوامل التي يمكن أن تُحدث ضررًا وبهذه الطريقة يمكن توعية الأم وتثقيفها جيدًا حول هذا الموضوع.
ويمكن للإدمان ومرض نقص المناعة البشرية أيضًا التأثير على صحة الطفل وانتقال المرض إليه.

## الإصابة بالنوع الأول والثاني من الخلايا اللمفاوية
سيكون لدى الفرد المصاب بالنوع الأول أو الثاني من فيروس الخلايا اللمفاوية T كميات مفرطة من سرطان الدم T-cell و HTLV-1. ويحدث هذا غالبًا من خلال العدوى بالإبر ويمكن أن يؤثر على أي شخص في أي عمر. فإذا احتوى جسم الأم على هذا الفيروس ولم تكن تعلم، يمكن أن تكون العدوى لرضيعها في أعلى مستوياتها على الإطلاق بنسبة 25٪. ولا يوجد حاليًا أي مضادات للفيروسات يمكن للأم تناولها لتقليل انتشارها وهذا هو السبب في عدم التوصية بالرضاعة الطبيعية في هذه الحالة

## تناول الكحوليات
تناول الكحوليات يمكن أن يشكل خطرًا على الرضيع، ويمكنها أن تسمم الدهون في ثديك. لذلك، يُنصح أن تقوم الأمهات بتقليل شربهن لمشروب أو مشروبين أسبوعيًا فقط حتى لا يصل انتشار السموم إلى الثدي. وإذا كانت الأم تشرب الخمور أثناء الرضاعة وانتقلت السموم إلى الرضيع ؛ سيسبب ذلك البطء في زيادة وزن الطفل.